# Ларс Гейнерманн
Ларс Гейнерманн (швед. Lars Heineman, нар. 16 лютого 1943, Дегерфорс) — шведський футболіст, що грав на позиції нападника, зокрема за «Дегерфорс» та «Ельфсборг», а також національну збірну Швеції.

## Клубна кар'єра
У дорослому футболі дебютував 1961 року виступами за команду «Дегерфорс», в якій провів три сезони, взявши участь у 44 матчах чемпіонату. У складі «Дегерфорса» був одним з головних бомбардирів команди, маючи середню результативність на рівні 0,66 гола за гру першості. В іграх чемпіонату Швеції 1963 забив 17 голів, розділивши з Бу Ларссоном титул найкращого бомбардира турніру.
Своєю грою за цю команду привернув увагу представників тренерського штабу клубу «Ельфсборг», до складу якого приєднався 1965 року. Відіграв за команду з Буроса наступні ти сезони своєї ігрової кар'єри. Більшість часу, проведеного у складі «Ельфсборга», був основним гравцем атакувальної ланки команди. В новому клубі також був серед найкращих голеодорів, відзначаючись забитим голом в середньому щонайменше у кожній другій грі чемпіонату.
Згодом 1968 року грав у США, захищаючи кольори команд «Детройт Кугарс» та «Вашингтон Віпс».
1970 року поновив ігрову кар'єру і відіграв два роки за друголіговий «Карлскога ІФ».

## Виступи за збірну
1963 року взяв участь у двох офіційних іграх у складі національної збірної Швеції.
| Дата      | Місто    | Господарі | Результат | Гості    | Турнір                     | Голи | Примітки |
| --------- | -------- | --------- | --------- | -------- | -------------------------- | ---- | -------- |
| 4-5-1963  | Будапешт | Угорщина  | 4 – 0     | Швеція   | ОІ 1964 - відбір           | -    |          |
| 14-8-1963 | Гетеборг | Швеція    | 0 – 0     | Норвегія | Чемпіонат Північної Європи | -    |          |
| Усього    |          | Матчів    | 2         |          | Голів                      | 0    |          |

## Титули і досягнення

### Особисті
- Найкращий бомбардир чемпіонату Швеції (1):

1963 (17 голів)